# Refraktive Chirurgie
Unter dem Oberbegriff refraktive Chirurgie werden Augenoperationen zusammengefasst, welche die Gesamtbrechkraft des Auges verändern und so konventionelle optische Korrekturen wie Brillen oder Kontaktlinsen ersetzen oder zumindest deren benötigte Stärke deutlich reduzieren sollen. Die Augenheilkunde kennt mehrere Operationsmethoden zur Korrektur von Ametropien, die sich hinsichtlich genauer Dosierbarkeit, Dauerhaftigkeit und möglicher Nebenwirkungen unterscheiden können.

## Geschichte

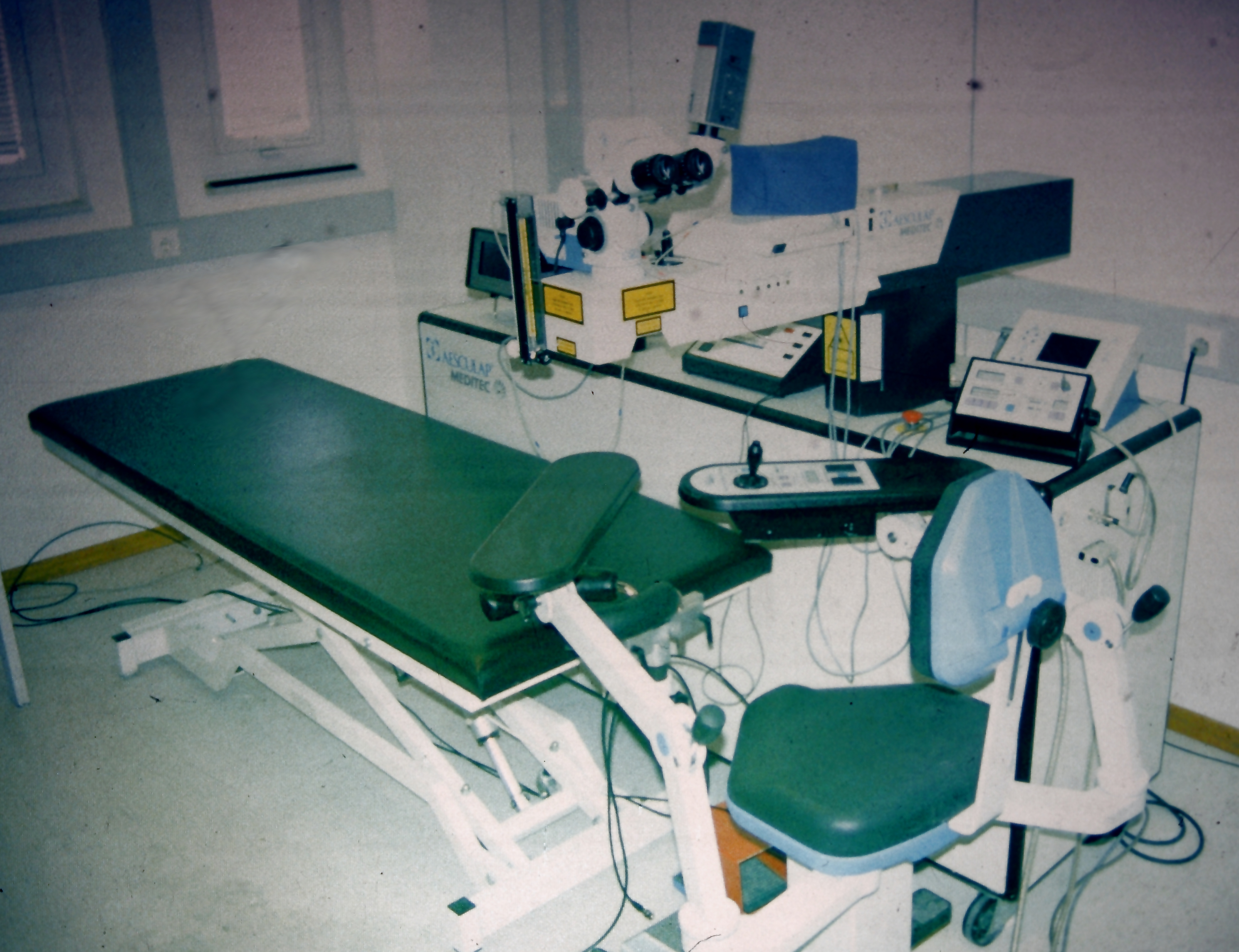
Der Excimerlaser, mit dem I. Pallikaris die ersten LASIK-Behandlungen durchführte

Seit dem 13. Jahrhundert werden Brillen zur Korrektur von Sehschwächen verwendet. Die refraktive Chirurgie begann Anfang des 20. Jahrhunderts. Die ersten klinischen Studien zur Untersuchung chirurgischer Methoden zur „Modellierung“ der Hornhaut begannen in den 1930er-Jahren mit Experimenten zur radiären (auch: radialen) Keratotomie (RK). Bis zu sechzehn radial verlaufende bzw. sternförmige Schnitte in der Oberfläche der Hornhaut (Kornea) sollten diese mittels Destabilisierung abflachen und ihren Krümmungsradius vergrößern, um Kurzsichtigkeiten zu korrigieren. Allerdings traten bei diesem Verfahren Komplikationen durch die Vernarbung der Kornea auf. Erst ab 1978 wurde die radiäre Keratotomie vermehrt bei kurzsichtigen Menschen und hauptsächlich in der Sowjetunion und den USA mit anfänglichen Erfolgen angewendet.
Pionier auf dem Gebiet der radiären Keratotomie war zu dieser Zeit der russische Augenarzt Swjatoslaw Fjodorow, der seine Patienten in zehn Arbeitsschritten auf einem Fließband von geschultem Fachpersonal operieren ließ. Die anfangs beeindruckenden Erfolge wurden in den USA durch die sogenannte PERK-Studie relativiert. Diese wies unter anderem neben einem signifikanten mittelfristigen Nachlassen der Operationswirkung auch eine mangelhafte Vorhersagbarkeit nach und sorgte so dafür, dass die radiäre Keratotomie an Bedeutung verlor.
Anstatt die Abflachung durch eine direkte Schwächung der Hornhaut mit tiefen Schnitten zu vollziehen, hat der Spanier Jose Iganacio Barraquer bereits seit 1963 die Abflachung durch den flächigen Gewebeabtrag innerer Hornhautschichten verfolgt (Keratomileusis).
Stephen Trokel et al.  beschrieb 1983 als erster die Methode der refraktiven Korrektur mit einem Excimerlaser. 1987 wurde von Theo Seiler am Universitätsklinikum der Freien Universität Berlin mit der photorefraktiven Keratektomie (PRK) dieses Verfahren erstmals am Menschen angewandt. In den 1990er-Jahren wurde die PRK zur LASEK weiterentwickelt. 1989 wurde die Keratomileusis zum ersten Mal mit dem Excimerlaserverfahren kombiniert und von Pallikaris et al. als Laser-in-situ-Keratomileusis (LASIK) beschrieben. Diese Laserverfahren werden heute hauptsächlich eingesetzt und haben andere Methoden wie die radiale Keratotomie weitgehend verdrängt.
In Deutschland haben 0,2 % der Bevölkerung ihren Sehfehler mittels refraktiver Chirurgie behandeln lassen (Stand 2004). Pro Jahr werden 25.000–124.000 Operationen durchgeführt (je nach Quelle), mit steigender Tendenz. Eine ambulante Operation zur Korrektur von Fehlsichtigkeit kostet in Deutschland derzeit 1000–2000 Euro pro Auge und darf entsprechend den Richtlinien des Bundesausschusses der Ärzte und Krankenkassen vom 10. Dezember 1999 von der gesetzlichen Krankenversicherung nicht übernommen werden (Es gibt einige wenige Ausnahmen, wie z. B. den Linsenaustausch bei bestehender Linsentrübung).

## Funktionsweise

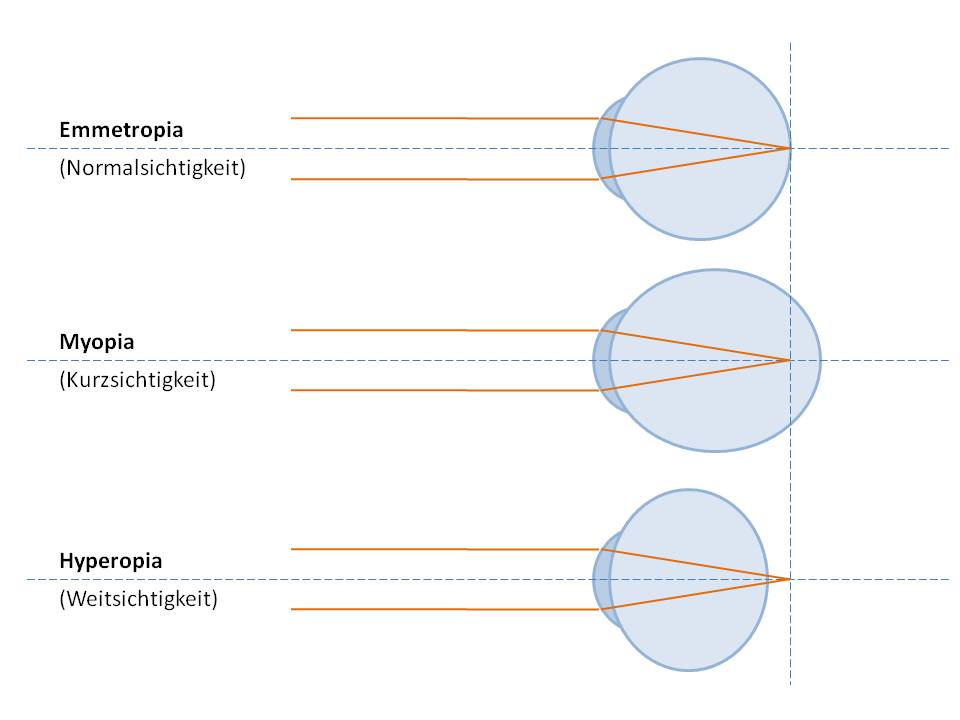
Schematischer Überblick Normalsichtigkeit und axiale Brechungsfehler

Von einem axialen refraktiven Sehfehler spricht man, wenn die Brennweite des optischen Systems des Auges nicht mit der Länge des Augapfels übereinstimmt. Ist der Augapfel im Verhältnis zur Augenbrechkraft zu lang, spricht man von Kurzsichtigkeit oder Myopie. Ein zu kurzer Augapfel führt zur Weitsichtigkeit oder Hyperopie. Astigmatismus, Hornhautverkrümmung oder Stabsichtigkeit tritt dann auf, wenn das optische System des Auges unterschiedliche Brennpunkte in unterschiedlichen Meridianen hat. Das Ausmaß einer Ametropie wird in Dioptrien angegeben. Kurzsichtige benötigen Zerstreuungslinsen mit negativer Brechkraft und Weitsichtige Sammellinsen mit positiver Brechkraft.
Ziel aller refraktiv-chirurgischen Operationen ist es, die Gesamtbrechkraft des optischen Systems des Auges so anzupassen, dass die Umwelt scharf auf der Netzhaut abgebildet wird. Dies kann durch die Änderung der Brechkraft der Hornhaut (z. B. Laserverfahren wie LASIK oder PRK, astigmatische Keratotomie) oder durch Implantation einer zusätzlichen oder Ersatz der körpereigenen Linse erfolgen.
Die Brechkraftänderung der Hornhaut erfolgt durch Änderung ihrer Krümmung, entweder durch Gewebeabtrag (Laserverfahren) oder durch definierte Einschnitte, die, im Wesentlichen aufgrund des Augeninnendrucks, eine Formveränderung herbeiführen. Beim kurzsichtigen Auge ist eine Abflachung, also Brechkraftverringerung, und beim Weitsichtigen eine Aufsteilung, also Brechkrafterhöhung, notwendig. Linsenimplantate (sogenannte Intraokularlinsen) sind praktisch implantierte Brillengläser, die je nach erforderlicher Korrektur ausgewählt werden. Dabei gibt es Implantate, die zusätzlich zur körpereigenen Linse eingesetzt werden (i. d. R. in der Augenvorderkammer), und solche, die die gesunde körpereigene Linse ersetzen. Die Korrektur des refraktiven Sehfehlers im Rahmen einer Kataraktoperation (also das Ersetzen der getrübten Linse durch ein Implantat) wird allerdings nicht als refraktive Chirurgie angesehen. Obwohl es verschiedenste Verfahren zur Brechkraftänderung des Auges gibt, haben sich Laserverfahren für niedrige bis mittlere Korrekturen und Intraokularlinsen für hohe Korrekturen durchgesetzt.
Nach erfolgreicher Anwendung all dieser Verfahren liegt der Brennpunkt parallel einfallenden Lichts des nicht akkommodierten optischen Systems des Auges wieder auf der Netzhaut.
Das heißt allerdings nicht, dass die sogenannte Altersweitsichtigkeit, oder Presbyopie, mit diesen Verfahren korrigiert werden kann. Presbyopie bedeutet, dass die Akkommodation des Auges, also die Fähigkeit, sich auf unterschiedlich entfernte Objekte scharfzustellen, eingeschränkt ist. Dieser dynamische Prozess der körpereigenen Linse kann leider therapeutisch noch nicht wiederhergestellt werden. Es gibt allerdings Möglichkeiten, ein akzeptabel scharfes Nah- und Fernsehen zu erreichen. Dies kann durch zwei grundsätzliche Prinzipien erfolgen. Zum einen die unterschiedliche refraktive Korrektur beider Augen, wobei ein Auge für nah und ein Auge für fern korrigiert wird (sogenanntes Monovision). Zum anderen durch Multifokalität, d. h., innerhalb der optischen Öffnung des Auges gibt es Zonen mit unterschiedlicher Brechkraft. Dies kann durch Intraokularlinsen oder spezielle Laserbehandlungen erreicht werden.
Nachteil bei beiden Prinzipien ist in der Regel eine schlechtere Sehqualität in allen Entfernungsbereichen.

### Laserverfahren

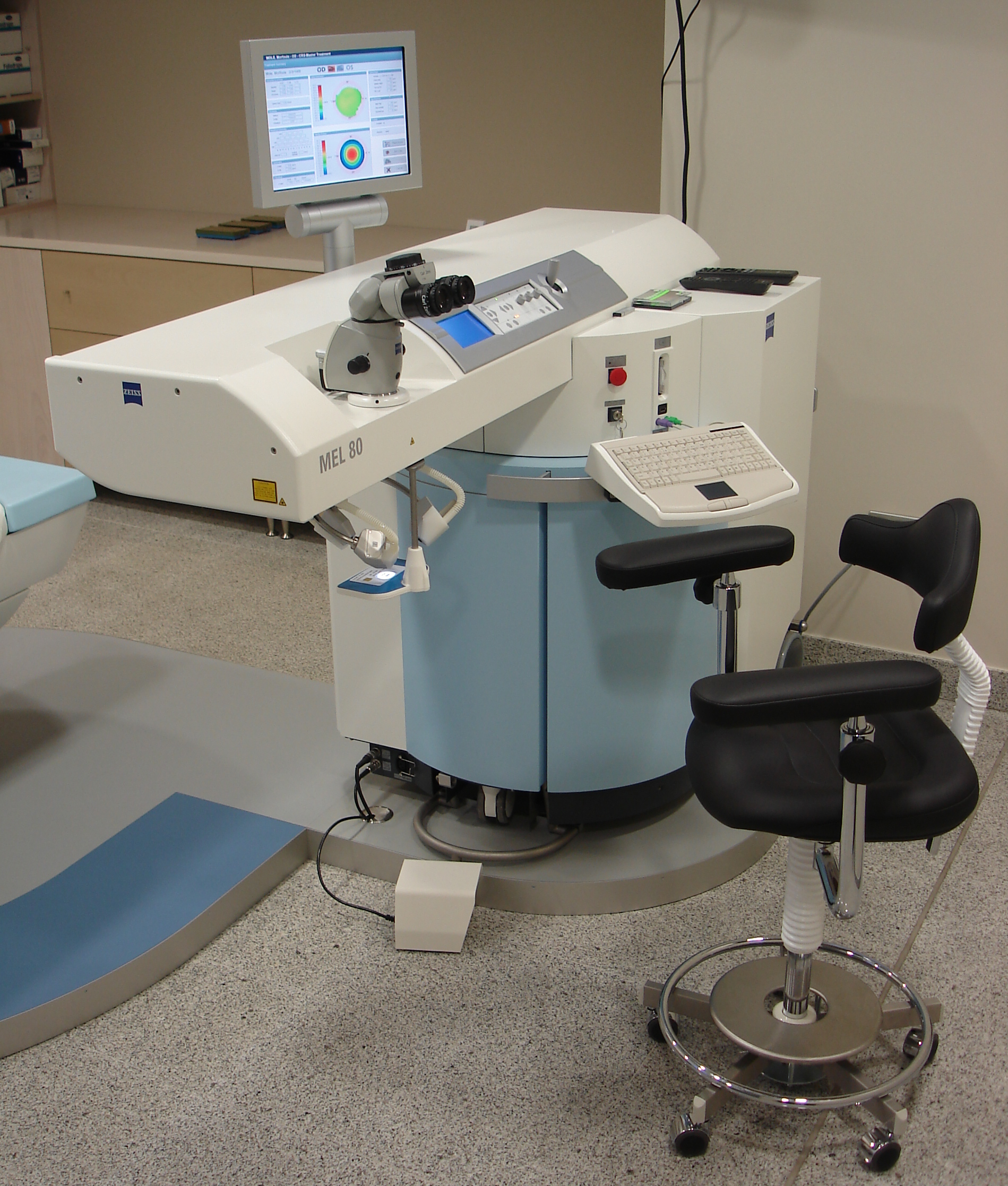
Excimerlaser für refraktive Chirurgie

Der Gewebeabtrag zur Änderung der Hornhautkrümmung mittels Laser kann auf zwei Wegen erfolgen. Die seit 1987 angewendete Methode verdampft das abzutragende Gewebe durch einen Effekt, der Photoablation genannt wird. Der dafür überwiegend benutzte Excimerlaser arbeitet mit einer Wellenlänge von 193 nm, es werden allerdings auch Festkörperlaser mit einer Wellenlänge von 213 nm eingesetzt. Dieses ultraviolette Licht wird vom Hornhautgewebe sofort absorbiert, und wenn die Energie und Dauer des Pulses richtig gewählt werden, kommt es zur Photoablation. Dies erlaubt einen sehr präzisen und schonenden Gewebeabtrag, da das ablatierte Gewebevolumen bei jedem Laserpuls identisch ist und umliegendes Gewebe nahezu nicht erwärmt wird. Durch die Anzahl und Anordnung der Laserpulse kann somit der Gewebeabtrag präzise definiert werden.
Das Ablationsprofil, also die genaue Form und Größe des abzutragenden Gewebes, richtet sich im Wesentlichen nach der Art und Höhe der Korrektur sowie dem Behandlungsdurchmesser. Die Form des abzutragenden Gewebes gleicht einer Linse, und mit Hilfe der sogenannten Munnerlyn-Formel lässt sich die Dicke dieser Linse, also die Tiefe des maximalen Abtrags, bestimmen:
{\displaystyle \mathrm {AT} ={\frac {d^{2}\cdot D}{3}}}
- {\displaystyle \mathrm {AT} } = Abtragstiefe in µm
- {\displaystyle d} = Durchmesser der Behandlung in mm
- {\displaystyle D} = Korrektur in Dioptrien

Wie man sieht, haben sowohl die gewünschte Korrektur als auch die Behandlungszone einen Einfluss auf die Menge des abzutragenden Gewebes. Die Behandlungszone sollte mindestens so groß gewählt werden wie der Pupillendurchmesser unter mesopischen Bedingungen (Dämmerungslicht). Wird die Zone zu klein gewählt, kann es bei geweiteten Pupillen (Dämmerung, Dunkelheit) zu störenden optischen Effekten kommen. Diese Effekte entstehen durch die plötzliche Änderung der Brechkraft am Rand der Behandlungszone. Um diesem Effekt vorzubeugen, fügen moderne Lasergeräte der eigentlichen Behandlungszone eine Übergangszone hinzu, die einen gleitenden Übergang der Brechkraft gewährleisten soll.
Neben diesen Korrekturen des sphäro-zylindrischen Sehfehlers besteht die Möglichkeit, irreguläre optische Fehler mit Hilfe von topografie- oder wellenfrontgesteuerten Laserbehandlungen zu korrigieren. Dazu werden je nach Indikation zuerst Aufnahmen mit den Diagnosegeräten Hornhauttopograf und/oder Wellenfront-Aberrometer angefertigt. Eine Software berechnet aus diesen Aufnahmen das genaue Ablationsprofil, welches dann vom Laser abgetragen wird.
Ein neueres, seit 2007 angewandtes, Laserverfahren zur Entfernung des Hornhautgewebes benutzt einen Femtosekundenlaser, also einen Laser mit ultrakurzen Lichtpulsen, der mit einer Wellenlänge von 1043 nm arbeitet. Bei diesem „Femtosekunden-Lentikelextraktion“ genannten Verfahren, wird das Gewebe nicht verdampft, sondern herausgeschnitten. Der Schnitt mit einem solchen Laser erfolgt durch die Aneinanderreihung winziger Kavitationsblasen im Gewebe. Diese Bläschen entstehen im Fokus des Lasers, da dort die nötige Energiedichte erreicht wird. Dadurch, dass der unfokussierte Laser vom Hornhautgewebe kaum absorbiert wird, können die Schnitte in beliebiger Tiefe der Hornhaut erzeugt werden.
Die Form und Größe des so herausgeschnittenen, linsenförmigen Hornhautgewebes, Lentikel genannt, richtet sich nach den gleichen Parametern, die auch für die Behandlung mit dem Excimerlaser gelten.

### Implantate

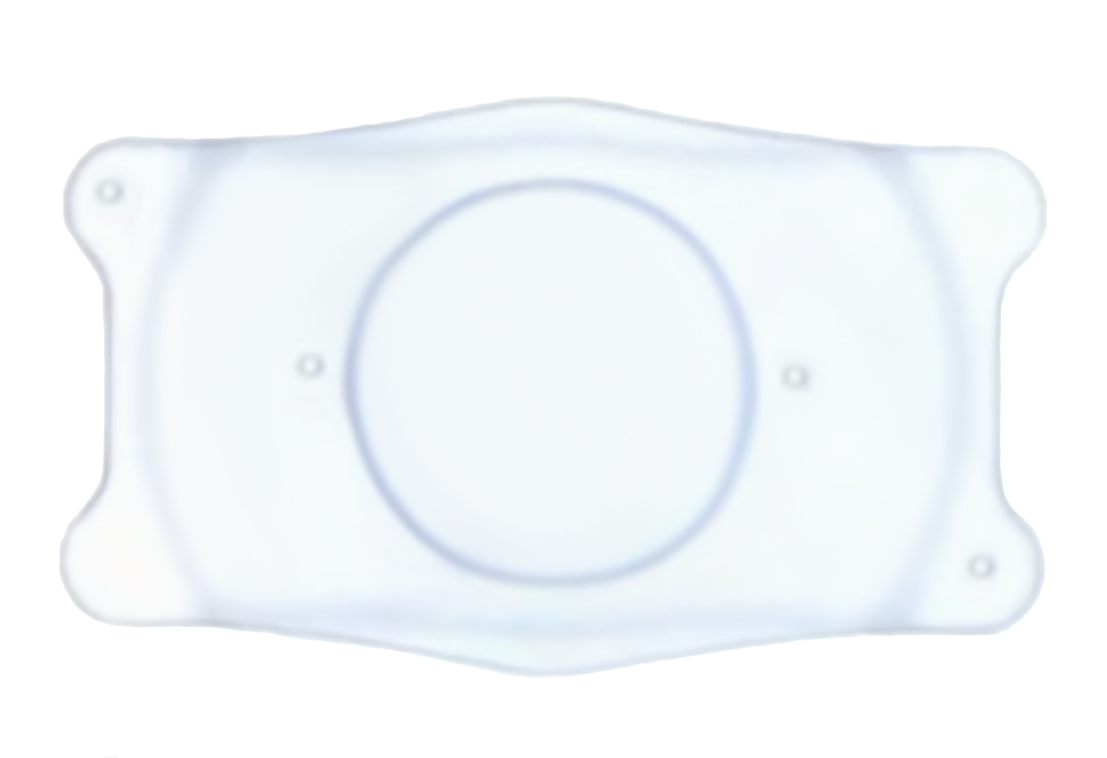
Phake Intraokularlinse

Künstliche Linsen (auch Intraokularlinsen genannt) aus verschiedenen biokompatiblen Materialien (heute meist Acryl oder Silikon) können in das Auge implantiert werden und ändern dadurch dessen Gesamtbrechkraft.
Man unterscheidet verschiedene Verfahren:
1. Ergänzung der natürlichen Linse durch eine zusätzliche Kunstlinse. Diese kann
- in der Augenvorderkammer (zwischen Hornhaut und Iris)
- in der Augenhinterkammer (zwischen Iris und Linse)

eingesetzt werden.
2. Ersatz der körpereigenen Linse durch eine Kunstlinse
- bei einer klaren natürlichen Linse: refraktiver Linsenaustausch
- bei einer natürlichen trüben Linse: Operation des grauen Stars

3. Verwendung eines Implantats in der Hornhaut
- MyoRing bei Keratokonus und Kurzsichtigkeiten ab −8 dpt.

Die erstgenannten zusätzlich eingebrachten Linsen werden als phake Linsen bezeichnet, da die körpereigene Linse (griechisch φακός Phakos) im Auge verbleibt. Am Rand der eigentlichen Linse haben diese Implantate verschieden gestaltete Haltevorrichtungen, um sie im Auge zu fixieren. Die Vorderkammerlinsen werden nach Art der Befestigung im Auge in kammerwinkel- oder irisfixierte Linsen unterschieden.
Ein weiteres Verfahren bzw. Hilfsmittel stellt das KAMRA-Implantat dar, eine schwarze Linse mit einem kleinen Loch in der Mitte, die nach dem Prinzip der stenopäischen Lücke zur operativen Korrektur der Presbyopie verwendet und unter die Hornhaut implantiert wird.

## Chancen und Risiken
Die refraktive Chirurgie bietet die Chance, optische Fehlsichtigkeiten des Patienten innerhalb bestimmter Grenzen deutlich zu reduzieren. Im besten Fall ist die verbleibende Refraktion kleiner als ±0,5 Dioptrien, und der Patient benötigt keine Sehhilfen (Brille, Kontaktlinse) mehr.
Der Rohvisus, d. h. die Sehschärfe ohne Hilfsmittel, verbessert sich in der Regel dramatisch und erreicht idealerweise 1,0 oder mehr. Der bestkorrigierte Visus (Sehschärfe mit optimaler Brillenkorrektur) hingegen bleibt (je nach Behandlungsmethode) meist unverändert oder ändert sich geringfügig.
Die Erwartungen an das Operationsergebnis sind sehr individuell und von Patient zu Patient unterschiedlich. Sie sollten im Vorfeld detailliert mit dem behandelnden Arzt besprochen werden.
Wie bei jedem operativen Eingriff gibt es auch bei der refraktiven Chirurgie eine Reihe von Risiken. Art und Häufigkeit von Komplikationen hängen dabei auch von der Behandlungsmethode ab. Allerdings spielen auch die Erfahrung des Operateurs, die Höhe der Korrektur, die verwendete Technik und individuelle Dispositionen des Patienten eine wesentliche Rolle. Es ist zudem zu bedenken, dass die refraktive Chirurgie prinzipiell einen operativen Eingriff an einem in der Regel gesunden Organ darstellt.
Allgemeine Risiken bei jeder Art von refraktiver Chirurgie sind Einschränkungen des Dämmerungs- und Nachtsehens durch reduzierte Kontrastsensitivität, Glare (Glanzeffekte) und Halogone (Lichthöfe). Auftreten können außerdem kurz- bis langfristige Über- oder Unterkorrekturen sowie eine Verringerung der Sehschärfe mit optimaler Brillenkorrektur (sog. bestkorrigierter Visus). Infektionen am Auge sind bei jeder Behandlungsart, insbesondere aber bei Implantaten möglich.
Das Risiko von Sehbeeinträchtigungen nach einer Laserbehandlung hängt auch von individuellen Risikofaktoren (etwa der Dioptrienzahl, flache Hornhaut, Pupillengröße) ab.
Außerdem hat die Erfahrung des Operateurs einen gravierenden Einfluss auf die Komplikationsrate. Eine Studie aus dem Jahr 1998  vergleicht die intraoperative Komplikationsrate der ersten 200 Behandlungen eines Operateurs mit der der folgenden 4800 Behandlungen. Bei den ersten 200 Behandlungen liegt die Rate bei 4,5 %, bei den weiteren Behandlungen nur bei 0,87 %.
Ein sehr ernstes Risiko besteht in der strukturellen Schwächung der Hornhaut nach dem Gewebsabtrag. Diese Schwächung und der ständig auf die Hornhaut einwirkende Augeninnendruck können zu einer Vorwölbung der Hornhaut führen (Keratektasie). Das Risiko dafür steigt mit abnehmender Restdicke der Hornhaut nach der Behandlung. Als Mindestwert für die Restdicke gelten 250 µm. Die Restdicke berechnet sich aus der zentralen Hornhautdicke abzüglich der Flapdicke und des zentralen Gewebeabtrags. Weiterhin scheinen bei Keratektasien genetische Faktoren eine Rolle zu spielen.

## Methoden

### Laserverfahren
Die überwiegende Mehrzahl an refraktiven Behandlungen wird mit Hilfe von Lasern durchgeführt. Eine gute Vorhersagbarkeit und die verhältnismäßig geringen Nebenwirkungen haben diese Verfahren zum Mittel der Wahl gemacht. Sie sind besonders geeignet für geringe bis mittlere Korrekturen bis maximal etwa −10 Dioptrien.

#### LASIK
LASIK (Laser-in-situ-Keratomileusis) ist die derzeit populärste Methode für refraktive Chirurgie. Mit einem Mikrokeratom (Hornhauthobel) oder einem Femtosekundenlaser (sog. Femto-LASIK) wird eine dünne Lamelle (Durchmesser etwa 8 bis 9,5 mm und Dicke zwischen 100 und 160 µm) in die Hornhaut geschnitten.
Diese Lamelle wird aufgeklappt, und die eigentliche Laserbehandlung findet auf dem darunter liegenden Gewebe statt. Die Dauer der Laserbestrahlung richtet sich nach Höhe der Korrektur und dem Behandlungsdurchmesser, liegt aber bei modernen Lasern in der Regel bei unter 30 s.
Ein LASIK-Patient hat sehr schnell und relativ schmerzfrei scharfe Sicht, da die Operation unter der schmerzempfindlichen Hornhautoberfläche vorgenommen wird und das Epithel, im Gegensatz zu den Oberflächenbehandlungen (PRK, LASEK, EpiLASIK), nicht erst nachwachsen muss. Durch den operationsbedingten Hornhauteinschnitt (Flap) ergibt sich jedoch ein höheres Risikopotential für diverse Komplikationen. Vor allem in den ersten Wochen kann es zu trockenen Augen, Fremdkörpergefühlen und nächtlichen Blendeffekten kommen, meist verschwinden die Beschwerden jedoch. Neben möglichen Flapkomplikationen können auch Langzeitkomplikationen wie post-LASIK-Keratektasie mit einer Latenzzeit von bis zu 10 Jahren auftreten. Die Häufigkeit dieser schweren, sehbeeinträchtigenden Komplikation wird mit ca. 0,6 % und 0,9 % bzw. bis zu 2,5 % bei höheren Kurzsichtigkeiten angegeben.
Die LASIK-Methode gilt indiziert für Korrekturen im Bereich von +4 bis −10 Dioptrien.

#### PRK, LASEK und EPILASIK
Bei den Laserverfahren photorefraktive Keratektomie (PRK), Laser-epitheliale Keratomileusis (LASEK) und epitheliale Laser-In-situ-Keratomileusis (EpiLASIK) findet der Gewebeabtrag auf der Hornhautoberfläche statt. Sie werden deshalb auch als Oberflächenablation (engl. surface ablation) bezeichnet.
Die PRK ist das älteste Laserverfahren zur Behandlung von Fehlsichtigkeit und wird seit 1987 angewandt.
Bei allen drei Methoden wird zuerst das Epithel in einem ausreichend großen (8–10 mm Durchmesser), zentralen Hornhautbereich entfernt und dann die Hornhautoberfläche mit dem Laser behandelt. Die Verfahren unterscheiden sich darin, wie das Epithel entfernt wird und was damit nach der Behandlung geschieht. Bei der PRK wird das Epithel mit Hilfe eines chirurgischen Instruments abgeschabt und nicht wieder verwendet.
Die Verfahren LASEK und EpiLASIK verwenden das Epithel als natürlichen Wundverband nach der Behandlung. Das Epithel wird bei der LASEK mit Alkohol angelöst und mit einem geeigneten Instrument zur Seite geschoben, bei der EpiLASIK hingegen wird es mit einem stumpfen Hornhauthobel ähnlich einem Mikrokeratom abgehoben und bildet eine Art Epithel-Flap.
Bei allen drei Verfahren muss sich das Epithel nach der Behandlung regenerieren. Bis zur vollständigen Regeneration vergehen einige Tage, in denen das Auge schmerzen kann und auch noch keine optimale Sehschärfe erzielt wird.
Der maximale Behandlungsbereich für diese Verfahren erstreckt sich von +4 bis −8 Dioptrien.

#### Femtosekunden-Lentikelextraktion
Die Femtosekunden-Lentikelextraktion ist ein relativ neues Verfahren. Die Korrektur der Fehlsichtigkeit erfolgt wie bei den Excimerlaser-Verfahren PRK und LASIK durch Änderung der Hornhautkrümmung. Im Gegensatz zu den vorgenannten Verfahren wird dies allerdings nicht durch das Verdampfen von Hornhautgewebe erreicht. Mit Hilfe eines Femtosekundenlasers wird innerhalb der Hornhaut ein sogenannter Lentikel geschnitten. Dieses linsenförmige Gewebsstück wird anschließend entfernt, und die resultierende Änderung der Hornhautkrümmung korrigiert die Fehlsichtigkeit.
Je nachdem wie dieser Lentikel entfernt wird, unterscheidet man zwischen zwei Verfahren. Bei der FLEx (Femtosecond Lenticle Extraction) genannten Methode wird während der Laserbehandlung nicht nur das Lentikel geschnitten, sondern gleichzeitig eine darüber liegende Lamelle (Flap). Dieser Flap wird dann geöffnet und erlaubt das Entfernen des Lentikels. Bei der zweiten, SmILE (englisch Small Incision Lenticle Extraction) genannten Methode schneidet der Laser keinen kompletten Flap, sondern nur einen kleinen,
peripheren Einschnitt, durch den der Arzt das Lentikel entfernen kann.
Die Femtosekunden-Lentikelextraktion ist indiziert für die Korrekturen von Kurzsichtigkeit bis −10 Dioptrien und Astigmatismus bis 3 Dioptrien.

### Implantate
Die Korrektur des refraktiven Sehfehlers erfolgt durch das Einsetzen von Implantaten an verschiedenen Stellen des Auges. Prinzipiell kann man zwischen zwei Arten von Implantaten unterscheiden. Die am häufigsten verwendeten Implantate werden in den Strahlengang des Auges eingesetzt und korrigieren den Sehfehler durch ihre eigene Brechkraft (Intraokularlinsen). Es gibt allerdings auch Implantate, die in die periphere Hornhaut eingesetzt werden und dadurch eine Formveränderung der Hornhaut herbeiführen (Intrastromales corneales Ringsegment).

#### Phake Intraokularlinsen
Eine Methode zur Korrektur von höheren Sehfehlern ist die Implantation von phaken Intraokularlinsen. Dabei handelt es sich um Kunstlinsen, die zusätzlich zur körpereigenen Linse in das Auge implantiert werden. Je nach Linsentyp wird die Kunstlinse in die vordere (zwischen Hornhaut und Regenbogenhaut) oder in die hintere (zwischen Regenbogenhaut und Augenlinse) Augenkammer eingebracht
Alternativ kann auch die körpereigene Linse gegen eine Kunstlinse ausgetauscht werden.
Die genannten Verfahren sind bei Myopien ab −5 Dioptrien und Hyperopien ab +3 Dioptrien geeignet. Bei geringeren Ametropien sind Laserverfahren vorzuziehen.

#### CISIS
Hierbei wird ein kleiner, geschlossener 360° Vollring (SehRing, MyoRing) 0,3 mm unter die Hornhautoberfläche in die Hornhaut geschoben. Dieses Verfahren wird als CISIS (Corneal Intrastromal Implantation Surgery) bezeichnet und soll besonders bei mittleren und höheren Kurzsichtigkeiten ab −8 dpt, sowie bei Keratokonus effektiv sein. Der Hersteller bezeichnet das seit 2007 zugelassene Verfahren als sicher, da der Ring in eine Hornhauttasche eingebracht, und die Hornhaut daher nicht wie bei LASIK geschwächt wird. Die Behandlung soll vollständig reversibel sein und das Implantat einfach wieder zu entfernen oder bei Bedarf auszutauschen. Auch eine Keratektasie der Hornhaut, eine mögliche Komplikation nach LASIK, soll mit dem Implantat korrigiert werden können. Unabhängige Studien zur Korrektur der Myopie, insbesondere über Langzeitwirkungen, liegen bislang jedoch noch nicht vor. Zudem stellt CISIS kein allgemein etabliertes Standardverfahren dar.